# Comuna Sîdoreace, Kotelva
Sîdoreace (în ucraineană Сидоряче) este o comună în raionul Kotelva, regiunea Poltava, Ucraina, formată din satele Mîhailivka Perșa și Sîdoreace (reședința).

## Demografie
Componența lingvistică a comunei Sîdoreace
     Ucraineană (97,35%)
     Rusă (2,21%)
     Alte limbi (0,3%)
Conform recensământului din 2001, majoritatea populației comunei Sîdoreace era vorbitoare de ucraineană (97,35%), existând în minoritate și vorbitori de rusă (2,21%).